# Júlio Máximo de Oliveira Pimentel
Júlio Máximo de Oliveira Pimentel (Torre de Moncorvo, 4 de outubro de 1809 — Coimbra, 20 de outubro de 1884), 2.º visconde de Vila Maior, foi um professor universitário, político e escritor que, entre outras funções, foi presidente da Câmara Municipal de Lisboa, deputado e reitor da Universidade de Coimbra.
Casou em 18 de Julho 1839 com Sofia do Roure Auffdiener de Oliveira Pimentel (19 de Março de 1822 - ).